# Bernard-François de Chauvelin

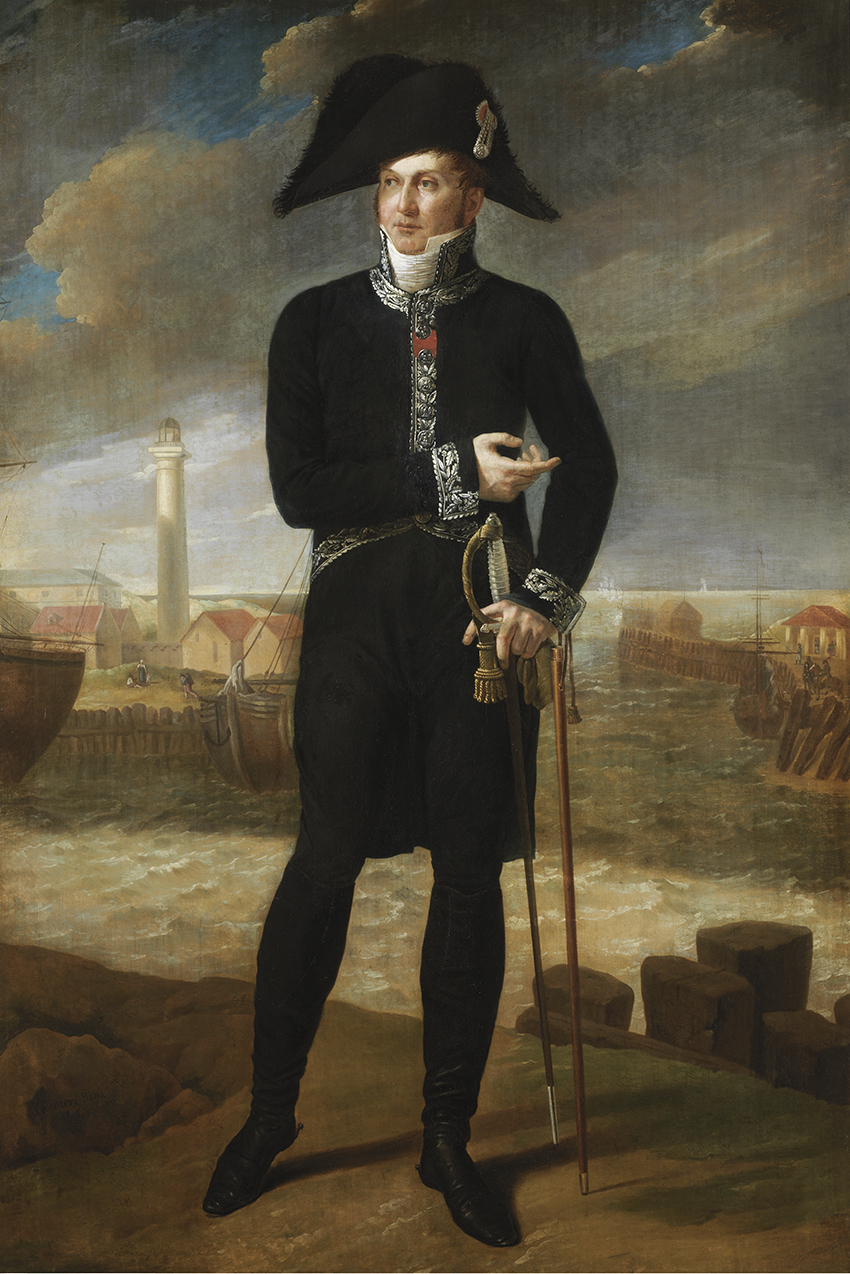
Portret van markies Bernard-François de Chauvelin, 1805, door Joseph Denis Odevaere, collectie Groeningemuseum

Bernard-François de Chauvelin (Parijs, 29 november 1766 – aldaar, 9 april 1832) was een Franse diplomaat en prefect van het Leiedepartement.

## Persoonlijke gegevens
Markies Bernard-François de Chauvelin behoorde tot een familie uit Vendôme, die heel wat dienaars van de Franse kroon had geleverd. Hij was de zoon van de officier en diplomaat François-Claude de Chauvelin (1716-1773) en Agnès Mazade d'Orgeville (1739-1807).
Hij trouwde met Herminie Tavernier de Boullogne (1775-ca1807). Het echtpaar bleef kinderloos.
Onder het keizerrijk werd hij in 1811 tot comte de l'Empire bevorderd.

## Loopbaan
Chauvelin kreeg een juridische en militaire opleiding. Hij volgde zijn vader op in de prestigieuze functie van maître de la garde-robe in Versailles. Hij was als militair aangesloten bij het regiment Noailles Dragons.
Toen de Revolutie losbrak bleek dat hij gegrepen werd door de idées nouvelles en evolueerde in de kringen rond Lodewijk Filips en Talleyrand. In maart 1792 werd de erg jonge Chauvelin tot ambassadeur in Londen benoemd, en tot aan zijn vertrek in januari 1793 zette hij zich in voor de neutraliteit van de Engelse regering tegenover de Franse revolutionaire machthebbers. In juni 1793 ondernam hij een korte diplomatieke zending naar Florence. Bij zijn terugkeer was de Terreur (Franse Revolutie) volop aan de gang. Hij werd opgepakt en bleef bijna een jaar in de gevangenis. Alleen de val van Robespierre (27 juli 1794) redde hem van de guillotine. In de volgende jaren was het geraadzaam dat hij zich gedeisd hield. Pas onder het Consulaat zou hij weer op de voorgrond treden.
Een van de nieuwe organen die Bonaparte oprichtte was begin 1800 het Tribunaat. Chauvelin werd er lid van en was er aanvankelijk heel actief, tot hij in oppositie kwam met de eerste consul. Hij bleef toen een paar jaar op non-actief, alvorens zich te verzoenen.

## Prefect van het Leiedepartement
Op 9 februari 1804 werd Chauvelin tot prefect van het Leiedepartement benoemd, in opvolging van Justin de Viry. Hij bleef meer dan zes jaar aan het hoofd van het departement, dat hij op Franse leest schoeide. Hij was nauw betrokken bij de organisatie van de Grande Armée, die in grote mate aan de Vlaamse kust gelegerd lag, in afwachting van een aanval op Engeland. Hij had de hand in de restauratie van de praalgraven van Karel de Stoute en Maria van Bourgondië. Hij richtte de École départementale de médecine op en ondersteunde ook sterk de Kunstacademie. De residentie van de prefect (vroeger paleis van de bisschop) werd door hem in Empirestijl vernieuwd en draagt tot op vandaag zijn stempel. Hij trad hard op tegen de dienstplichtigen die zich aan de conscriptie onttrokken, evenals tegen hun families. In 1810 kon hij met groot vertoon keizer Napoleon en keizerin Marie-Louise in zijn departement en meer bepaald in Brugge ontvangen.
Chauvelin was vaak op reis doorheen zijn departement. In de laatste jaren verbleef hij meer en meer in Parijs of in zijn buitenverblijf, de vroegere abdij van Cîteaux die zijn schoonvader in de Revolutie had verworven en die hij had geërfd. Hij werd dan vervangen door de raadgevers van de préfecture (voorloper van de bestendige deputatie) Benoît Holvoet en Alexandre van der Fosse.

## Na Brugge
In oktober 1810 werd Chauvelin bevorderd tot lid van de Conseil d'État, het hoogste wetgevende orgaan. Hij behandelde er op enkele maanden talrijke dossiers. Hij verbond onder meer zijn naam aan de organisatie van de administratie van bruggen en wegen, die tot op vandaag dezelfde is (met onder meer de verdeling in routes nationales en routes départementales). Hij schreef ook de nieuwe wet op polders en wateringen, die vooral de Belgische provincies aanbelangde.
Na anderhalf jaar werd hij intendant-generaal voor Neder-Catalonië, wat hij bleef tot aan de val van het keizerrijk.
Onder de herstelde monarchie trad hij weer actief op, als lid van een groep van radicale liberalen. In 1817 werd hij tot parlementslid verkozen. Hij verwierf grote reputatie als briljant redenaar en als tegenstander van de regering. Hij verloor zijn zetel in 1824 maar in 1827 werd hij opnieuw verkozen. In 1829 nam hij ontslag. Veel van de redevoeringen die hij als parlementslid uitsprak werden in druk uitgegeven.
Toen met de Julirevolutie de liberaal denkende Louis-Philippe d'Orléans aan de macht kwam, wilde Chauvelin zich opnieuw politiek engageren. Hij begon met zich te laten verkiezen in de Conseil Général van het departement Côte-d'Or. Tijdens een verblijf in Parijs werd hij echter door cholera getroffen en stierf op 8 of 9 april 1832.

## The scarlet pimpernel
In 1905 publiceerde de Hongaars-Engelse barones Emmuska Orczy een avonturenroman The Scarlet Pimpernel, met het verhaal van een Engelse edelman die Fransen tijdens de Terreur hielp om aan de guillotine te ontsnappen. Aan de ambassadeur in Londen 'the evil Chauvelin' dichtte ze de kwalijke opdracht toe om de plannen van deze vrijheidsstrijder te dwarsbomen. Dankzij films en tv-series is dit verhaal tot vandaag heel populair in de Angelsaksische landen. De rol die er aan Chauvelin werd toebedeeld en hem blijvende naambekendheid verschaft, kwam evenwel niet geheel met de historische werkelijkheid overeen.